# Sukaramai (Padang Tualang)
Sukaramai is een bestuurslaag in het regentschap Langkat van de provincie Noord-Sumatra, Indonesië. Sukaramai telt 1933 inwoners (volkstelling 2010).